# Mateare
Mateare es un municipio del departamento de Managua en la República de Nicaragua, fundado en 1898.

## Geografía
El municipio de Mateare tiene una extensión de 297.4 km², está ubicada entre las coordenadas 12° 14′ 21″ de latitud norte y 86° 25′ 45″ de longitud oeste, a una altitud de 60 m s. n. m.

### Límites

#### Municipios adyacentes
| Noroeste: Lago Xolotlán | Norte: Lago Xolotlán | Noreste: Lago Xolotlán  |
| Oeste: Nagarote         |                      | Este: Ciudad Sandino    |
| Suroeste: Nagarote      | Sur: Villa El Carmen | Sureste: Ciudad Sandino |

## Historia
Mateare es una de las muchas comunidades nativas americanas que ya existían en el momento de la conquista española de Nicaragua. Gonzalo Fernández de Oviedo afirma que Mateare tenía más de 10,000 habitantes en 1524 y que el campo circundante estaba hirviendo de gente. El sacerdote Fray Francisco de Bobadilla visitó el lugar en 1528 cuando bautizó a 421 personas.
Mateare, fundada en 1898, es tan antigua como las primeras ciudades fundadas por los españoles a finales del siglo XIX. En 1955, el municipio de Mateare sufrió terremotos de hasta 6,0 en la escala de Richter durante un período de 14 días. El terremoto del sábado 26 de abril que midió 6,0 causó severos daños a las casas cercanas. Sin embargo, durante el período de 14 días de terremotos esporádicos no se reportaron muertos ni heridos.

## Demografía
Mateare tiene una población actual de 64,732 habitantes. De la población total, el 48.9% son hombres y el 51.1% son mujeres. Casi el 94.6% de la población vive en la zona urbana.

## Transporte
El municipio está atravesado por la nueva carretera entre Managua y León.
Existe transporte que cubre la Ruta Mateare-Managua y los buses León-Managua y Chinandega-Managua te dejan en puntos Claves de La Zona de Mateare.